# Le opere teatrali di William Shakespeare

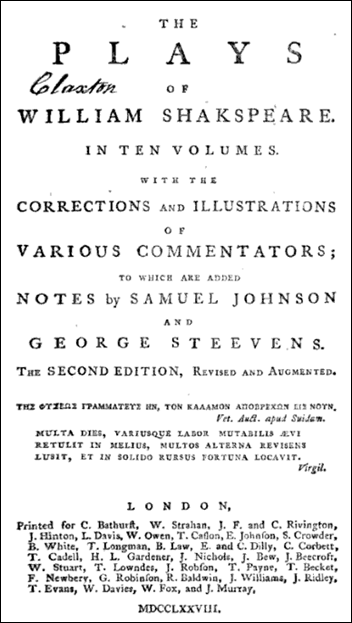
Frontespizio della II edizione del 1778

Le opere teatrali di William Shakespeare è stata una edizione settecentesca dei drammi di William Shakespeare, a cura di Samuel Johnson e George Steevens. Johnson rese pubblica la sua intenzione di curare una edizione delle opere teatrali di Shakespeare nelle Varie osservazioni sul Macbeth (1745), e nel 1756 pubblicò una Proposta per l'edizione. L'opera venne poi pubblicata nel 1765.

## Contesto

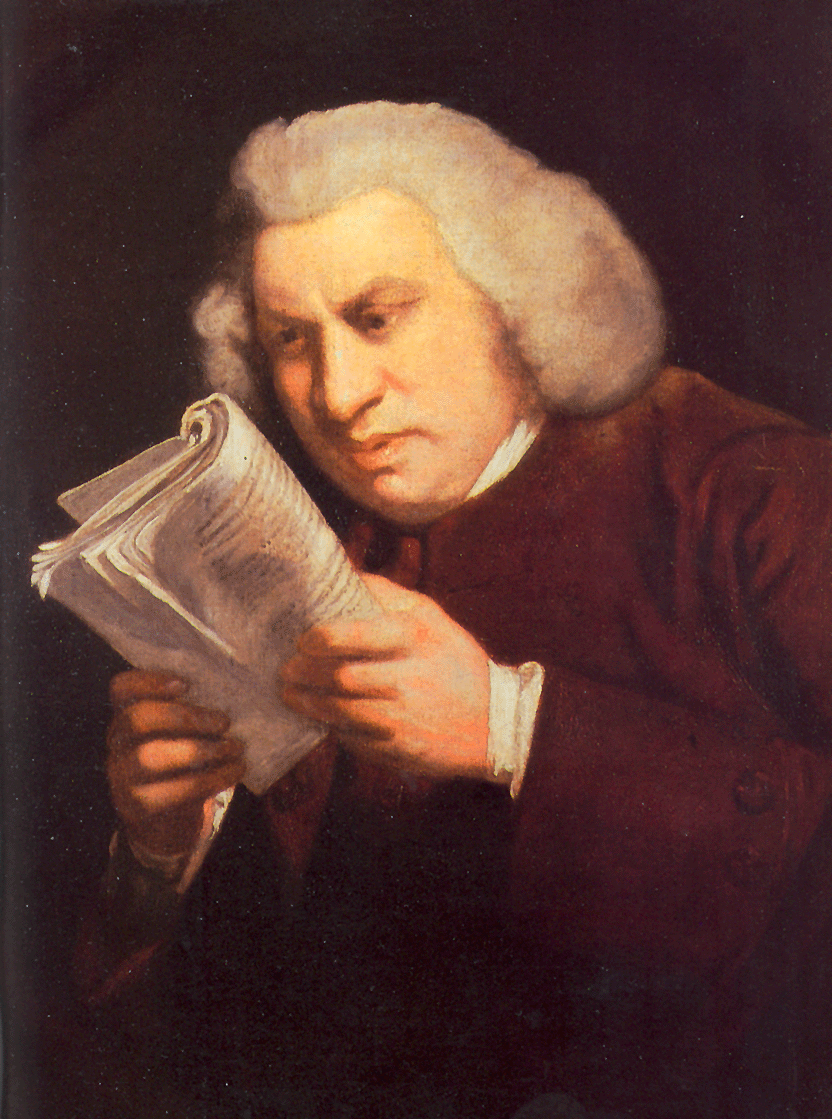
Samuel Johnson ritratto da Joshua Reynolds.

Johnson cominciò a leggere le opere teatrali e le poesie di Shakespeare sin da ragazzo. Rimaneva così coinvolto nella lettura dei drammi che una volta rimase così impressionato da un fantasma dell'Amleto tanto da "non voler rimanere da solo". Johnson rimase affascinato per tutta la vita da Shakespeare e mentre stava compilando A Dictionary of the English Language dedicò molto tempo alle opere di Shakespeare. Non è quindi un caso che Shakespeare sia l'autore più citato nel suo Dizionario.
Johnson giunse alla conclusione che c'era qualcosa che non andava nelle edizioni dei drammi Shakespeariani pubblicati durante la sua epoca. Egli riteneva che mancassero di autorevolezza, perché:
()
Anche se Johnson era amico di attori come David Garrick che aveva portato in scena Shakespeare, tuttavia egli non credeva che la rappresentazione fosse di vitale importanza per le opere teatrali, né riteneva la presenza del pubblico un fattore determinante per il successo dell'opera. Johnson, invece, era convinto che il lettore di Shakespeare fosse il vero pubblico delle sue opere.
Inoltre, Johnson riteneva che i curatori più recenti avessero frainteso il contesto storico di Shakespeare e delle sue opere e avessero sottovalutato il grado di corruzione presente nei testi. Egli riteneva che questo fosse dovuto al fatto che "Lo stile di Shakespeare era per se stesso complicato, sgrammaticato e oscuro". Al fine di correggere questi problemi, Johnson era convinto che i testi originali dovessero essere esaminati e questo divenne un argomento esposto nella sua Proposta. Johnson credeva anche che una edizione di Shakespeare poteva fornirgli un vantaggio finanziario ed il riconoscimento di cui aveva bisogno. Tuttavia, una edizione completa di Shakespeare avrebbe richiesto un editore che potesse permettersi un grande impegno di tempo e di denaro, così Johnson decise di iniziare ad esaminare una sola opera, il Macbeth.

### Varie osservazioni
Johnson iniziò a lavorare sul Macbeth al fine di fornire un modello di quello che pensava potesse essere realizzato con una nuova edizione di Shakespeare. Raccolse gran parte delle informazioni mentre lavorava sul Harleian Catalogue, un catalogo della collezione di opere e opuscoli di proprietà di Robert Harley, primo conte di Oxford e conte di Mortimer. Il 6 aprile 1745 per i tipi di Edward Cave pubblicò con il titolo Varie osservazioni sulla tragedia di Macbeth lo studio del Macbeth, insieme ad un commento dell'edizione delle opere di Shakespeare curata da Sir Thomas Hanmer.
Nel mese di ottobre del 1744, Hanmer curò una edizione delle opere teatrali di Shakespeare per la Clarendon Press, Johnson sentiva di poter attirare maggiore attenzione sul suo lavoro mettendo in discussione alcuni dei punti sostenuti da Hanmer. Johnson criticò Hanmer per aver interpretato le parole di Shakespeare sulla base di opinioni soggettive, invece che di fatti oggettivi.
In particolare, Johnson scrive:
(Marziale))
Poi continua:
()
Nelle Varie osservazioni si trovano molti dei primi pensieri e teorie di Johnson sull'opera di Shakespeare. Per esempio, Johnson riteneva che le scene scritte da Shakespeare fossero permeate da una forza soprannaturale e a tal proposito scrisse, "Chi si immedesima nella lettura di Shakespeare comincia a guardarsi intorno intimorito e comincia a sentirsi isolato".
Alla fine delle Osservazioni, Johnson rese noto che avrebbe preparato una nuova edizione di Shakespeare:
()
Per tutta risposta, Jacob Tonson e associati, detentori del copyright sulla edizione in commercio di Shakespeare, con una lettera datata 11 aprile 1745 minacciarono di citare in giudizio Johnson e Cave. La loro azione era volta a tutelare la loro nuova edizione curata da William Warburton, noto studioso di Shakespeare.

### Proposta
Il 1º giugno 1756, Johnson ristampò le sue Varie Osservazioni ma vi aggiunse la Proposta o Proposte per la stampa, in abbonamento, delle opere teatrali di William Shakespeare, Corrette e commentate. Il 2 giugno 1756, firmò un contratto per curare l'edizione in otto volumi degli scritti di Shakespeare con inclusa una prefazione, l'8 giugno 1756 Johnson pubblicò la sua Proposta, ora intitolata Proposte per una edizione di Shakespeare. Con la Proposta vennero venduti abbonamenti al costo di due ghinee per prossima edizione di Shakespeare, la prima ghinea era pagato all'atto della sottoscrizione, la seconda al momento della stampa. Quando Johnson acquistò la fama di erudito per aver compilato A Dictionary of the English Language, gli editori di Warburton, Tonson & Co., gli concessero il permesso di curare una edizione di Shakespeare.
Nella Proposta, Johnson descrive i vari problemi inerenti alle precedenti edizioni di Shakespeare e spiega come una nuova edizione, da lui stesso curata, avrebbe corretto questi problemi. In particolare, Johnson promise di "correggere quanto è guasto e spiegare quanto è intricato". Avrebbe raggiunto questo obiettivo basandosi su di "un attento controllo di tutte le copie più antiche" e andando a leggere "le stesse trame proprio negli stessi libri da Shakespeare consultati". A differenza degli altri curatori che "ignorano i loro predecessori", Johnson affermò che "si accetterà tutto ciò che è valido in ogni commentatore, che i posteri potranno considerare l'opera come onnicomprensiva di tutto quanto finora è noto del sommo drammaturgo inglese". Più avanti nella Proposta, prometteva che l'opera sarebbe stata pronta per il dicembre 1757.
Johnson per contratto doveva completare l'opera in 18 mesi ma col passare dei mesi il suo ritmo lavorativo rallentò. Nel dicembre 1757, Johnson disse a Charles Burney che avrebbe portato a termine il lavoro nel marzo successivo. Prima che ciò si verificasse, nel febbraio 1758 venne arrestato per un debito insoluto di £40. Il debito venne subito estinto da parte di Tonson, che aveva Johnson sotto contratto per pubblicargli l'opera; questo evento spinse Johnson a completare l'opera in modo da restituire il favore ricevuto. Anche se per completare l'edizione ci vollero altri sette anni, Johnson portò a termine alcuni volumi del suo Shakespeare per dimostrare il suo impegno nel progetto.

## Edizione johnsoniana di Shakespeare
Johnson confessò a John Hawkins, "il motivo che mi ha spinto non è il desiderio o la voglia di fama, ma semplicemente il bisogno di danaro, che resta comunque il solo motivo per scrivere che io sappia." Tuttavia, il danaro non fu una motivazione abbastanza forte e nel 1758, in parte come un modo per evitare di dover completare il suo Shakespeare, Johnson iniziò a scrivere una serie settimanale di articoli, The Idler, che vennero pubblicati dal 15 Aprile 1758 al 5 Aprile 1760.
Nel 1762, Johnson si era guadagnato la fama di autore un po' lento. Il poeta satirico, suo contemporaneo, Charles Churchill prese in giro Johnson per il ritardo accumulato nel portare a termine la tanto promessa edizione delle opere di Shakespeare: "Egli getta l'esca per gli abbonati / e intasca il vostro denaro, ma il libro dov'è?"[ I pungenti commenti spinsero subito Johnson a riprendere il lavoro. Fu solo dal 20 Luglio 1762, allorché ricevette il primo versamento di una pensione statale di 300 sterline l'anno, che Johnson non dovette più preoccuparsi della carenza di danaro e poté finalmente dedicare la maggior parte del suo tempo al completamento dell'opera.
Il 10 gennaio 1765, il giorno dopo essere stato presentato a Henry Thrale e consorte, Johnson annotò nel suo diario di "aver corretto una pagina." Successivamente, iniziò a far visita al suo amico Richard Farmer che stava scrivendo il Essay on the Learning of Shakespeare, per potergli dare una mano a correggere l'opera. Durante questo periodo, Johnson non appena iniziò a rivedere l'opera per la pubblicazione vi aggiunse più di 550 note. Nel mese di giugno, Johnson rese noto che la sua edizione di Shakespeare sarebbe stata stampata il 1º agosto 1765. Tuttavia, egli non fu in grado di lavorare sulla Prefazione fino ad agosto e questa non venne stampata prima del 29 settembre. In questo periodo, George Steevens si offrì di aiutare Johnson nel completamento della Prefazione.
L'edizione delle Opere teatrali di Shakespeare fu finalmente pubblicata il 10 Ottobre 1765 col titolo The Plays of William Shakespeare, in Eight Volumes ... To which are added Notes by Sam. Johnson, in una tiratura di 1 000 copie. La prima edizione andò subito esaurita e ne venne fatta subito stampata una seconda edizione, nel 1773 fu pubblicata una edizione ampliata ed ancora una nuova edizione riveduta uscì nel 1778.

### Prefazione
La Prefazione a Shakespeare è impostata su quattro componenti: una discussione circa la "grandezza" di Shakespeare, considerata in particolar modo nella sua "rappresentazione della natura umana"; gli "errori o debolezze" di Shakespeare; i drammi di Shakespeare in rapporto alla poesia e al teatro della sua epoca; una storia della "critica Shakespeariana e delle edizioni curate fino alla metà del 1700" e Johnson conclude spiegando che cosa si propone di fare col suo lavoro.
Johnson così inizia:
()
Johnson, quindi, introduce Shakespeare:
Il poeta, delle cui opere ho intrapreso l'esame, può ora cominciare ad assumere la dignità di un antico e rivendicare il privilegio di una fama comprovata e di un rispetto dovuto. Egli è di ben lungo sopravvissuto al suo secolo, il termine temporale di solito fissato come prova di un meritato pregio letterario. Quali che siano i vantaggi che potrebbero prima derivare da indicazioni personali, da usanze locali o opinioni del momento, si sono persi lungo il tempo; ogni argomento di gioia o motivo di sofferenza, che i modi della vita di scena gli permettevano, ora soltanto oscurano quelle scene che una volta accendevano. Gli effetti dell'approvazione e della rivalità sono finiti, la leggenda delle sue amicizie e delle sue inimicizie si è estinta, le sue opere non sostengono con argomenti nessun parere, né forniscono di invettive alcuna fazione, esse non indulgono alla vanità né si compiacciono della malvagità; le sue opere vengono lette per puro diletto e quindi vengono elogiate solo per il diletto procurato; eppure, anche se non sostenute da coinvolgimenti passionali, esse sono passate attraverso cambiamenti di gusti e abitudini, e, nel passaggio da una generazione all'altra, ogni volta hanno ricevuto nuovi riconoscimenti.

### Le opere teatrali
Johnson, nella sua Proposta, disse che "i guasti dei testi verranno corretti mediante una attenta collazione delle prime copie". Di conseguenza, Johnson cercò di avere a disposizione i primi testi dei drammi ma molti si dimostrarono riluttanti a prestare le loro copie nel timore che potessero essere distrutte. David Garrick offrì a Johnson la possibilità di consultare la propria collezione dei testi di Shakespeare ma Johnson rifiutò l'offerta, ritenendo che Garrick in contraccambio si aspettasse un trattamento di favore.
La capacità di Johnson fu quella di creare un insieme di note corrispondenti che consentivano ai lettori di individuare il significato sottostante molti dei passi più complicati di Shakespeare o di quei passaggi che erano stati trascritti in modo errato nel corso del tempo. All'interno delle note erano inclusi occasionali attacchi verso i curatori delle altre edizioni delle opere di Shakespeare.
Nel 1766, Steevens pubblicò la sua personale edizione delle opere teatrali di Shakespeare che fu "progettata per superare il lavoro di Johnson per ottenere un testo corretto", ma l'opera di Steevens mancava dell'apparato critico di note di Johnson. I due autori lavorarono insieme per creare una edizione riveduta in dieci volumi delle opere di Shakespeare, pubblicata nel 1773, e ripubblicata con ulteriori correzioni nel 1778. Steevens provvide alla maggior parte del lavoro sul testo, mentre Johnson contribuì con un'aggiunta di ottanta note.

## Valutazioni
Dopo che Johnson fu costretto, nel 1746, a far marcia indietro per la creazione della sua edizione di Shakespeare, il suo antagonista William Warburton elogiò le Varie Osservazioni di Johnson in particolare "alcune note critiche sul Macbeth, date come modello di una progettata edizione e scritte, come sembra, da un uomo eclettico e di ingegno". Anni dopo, Edmond Malone, un importante studioso di Shakespeare e amico di Johnson, disse che Johnson con il suo "vivace e aperto intelletto ha gettato più luce sul suo autore di quanto i suoi predecessori abbiano fatto", e la Prefazione era "il più elegante componimento nella nostra lingua". Adam Smith disse che la Prefazione era "il più maturo brano di critica che sia mai stato pubblicato in qualsiasi nazione."
Nel 1908, il professore Walter Raleigh sostenne che Johnson aiutò il lettore ad "andare diritto al significato di Shakespeare, mentre i filologi e gli esperti di cose antiche si uccidono a vicenda nell'incomprensibilità." Raleigh poi ammise che "quando si imbatteva in un passo poco chiaro, aveva l'abitudine di consultare innanzitutto la nota di Johnson." T. S. Eliot scrisse che "nessun poeta può chiedere di più ai posteri che essere onorato da un insigne; infatti le parole di Johnson a commento di Shakespeare sono un grande onore".
Walter Jackson Bate, nella sua biografia di Johnson, scrisse:
()
John Wain, un altro dei biografi di Johnson, ha affermato, "Non vi è alcuna dichiarazione del motivo per cui ci sia bisogno di curare l'edizione delle opere di Shakespeare e di quali obiettivi un editore possa ragionevolmente porsi" migliore di quella formulata nella Proposta di Johnson.